# Paris-Roubaix 1981
Paris-Roubaix 1981 a fost a 79-a ediție a Paris-Roubaix, o cursă clasică de ciclism de o zi din Franța. Evenimentul a avut loc pe 12 aprilie 1981 și s-a desfășurat pe o distanță de 263 de kilometri de la Compiègne până la velodromul din Roubaix. Câștigătorul a fost Bernard Hinault din Franța de la echipa Renault–Elf–Gitane.

## Rezultate
| Loc | Concurent                 | Echipă                  | Timp       |
| --- | ------------------------- | ----------------------- | ---------- |
| 1   | Bernard Hinault (FRA)     | Renault-Elf-Gitane      | 6h 26' 07" |
| 2   | Roger De Vlaeminck (BEL)  | Daf-Côte d'Or-Gazelle   | +0"        |
| 3   | Francesco Moser (ITA)     | Famcucine-Moser         | +0"        |
| 4   | Guido Van Calster (BEL)   | Wickes-Splendor         | +0"        |
| 5   | Marc Demeyer (BEL)        | Capri Sonne-Koga Miyata | +0"        |
| 6   | Hennie Kuiper (NED)       | Daf-Côte d'Or-Gazelle   | +0"        |
| 7   | Ferdi Van Den Haute (BEL) | La Redoute              | + 1' 01"   |
| 8   | René Bittinger (FRA)      | Miko-Mercier-Vivage     | + 1' 01"   |
| 9   | Jean Chassang (FRA)       | Puch-Wolber             | + 2' 09"   |
| 10  | Fons De Wolf (BEL)        | Vermeer-Thijs-Gios      | + 2' 35"   |